# Енді Круз Гомес
Енді Круз Гомес (ісп. Andy Cruz Gómez; нар. 12 серпня 1995, Матансас, Куба) — кубинський професійний боксер, триразовий чемпіон світу (2017, 2019, 2021) та Панамериканських ігор (2015) серед аматорів. Учасник напівпрофесійної боксерської ліги WSB у складі команди «Кубинські приборкувачі» (ісп. Domadores de Cuba).

## Аматорська кар'єра
Чемпіонат світу 2015
- 1/8 фіналу. Переміг Бахтовара Назірова (Росія) — 2-1
- 1/4 фіналу. Програв Дмитру Асанову (Білорусь) — 0-3

Чемпіонат світу 2017
- 1/8 фіналу. Переміг Шона Маккомба (Ірландія) — 5-0
- 1/4 фіналу. Переміг Ельвіса Родрігеса (Домініканська Республіка) — 5-0
- 1/2 фіналу. Переміг Оганеса Бачкова (Вірменія) — 5-0
- Фінал. Переміг Ікболжона Холдарова (Узбекистан) — 5-0

Чемпіонат світу 2019
- 1/16 фіналу. Переміг Ібрагіма Діало (Бельгія) — 5-0
- 1/8 фіналу. Переміг Закіра Сафіуліна (Казахстан) — 5-0
- 1/4 фіналу. Переміг Іллю Попова (Росія) — 5-0
- 1/2 фіналу. Переміг Маніша Каушика (Індія) — 5-0
- Фінал. Переміг Кейшона Девіса (США) — 5-0

Олімпійські ігри 2020
- 1/8 фіналу. Переміг Люка Маккормака (Велика Британія) — 5-0
- 1/4 фіналу. Переміг Вандерсона Олівейру (Бразилія) — 4-1
- 1/2 фіналу. Переміг Гаррісона Гарсайда (Австралія) — 5-0
- Фінал. Переміг Кейшона Девіса (США) — 4-1

Чемпіонат світу 2021
- 1/32 фіналу. Переміг Джонатана Мінеля (Панама) — 5-0
- 1/16 фіналу. Переміг Ніколаса де Хесуса (Бразилія) — 5-0
- 1/8 фіналу. Переміг Вершона Лі (США) — 5-0
- 1/4 фіналу. Переміг Муджібілло Турсунова (Узбекистан) — 3-2
- 1/2 фіналу. Переміг Оганеса Бачкова (Вірменія) — 5-0
- Фінал. Переміг Керема Озмена (Туреччина) — 5-0

## Напівпрофесійна ліга WSB
| Результат                               | Команда                 | Суперник          | Спосіб   | Дата            | Примітки | Відео |
| --------------------------------------- | ----------------------- | ----------------- | -------- | --------------- | -------- | ----- |
| Виступи за команду «Domadores de Cuba». |                         |                   |          |                 |          |       |
| Перемога                                | «Astana Arlans»         | Дільмурат Міжітов | WP (2:1) | 15 липня 2017   |          |       |
| Перемога                                | «Colombia Heroicos»     | Ельвіса Родрігеса | WP (3:0) | 3 червня 2017   |          |       |
| Перемога                                | «Uzbek Tigers»          | Ікболіон Холдаров | WP (3:0) | 13 травня 2017  |          |       |
| Перемога                                | «Argentina Condors»     | Ронан Санчес      | WP (3:0) | 31 березня 2017 |          |       |
| Перемога                                | «Colombia Heroicos»     | Хосе Тордецілла   | WP (3:0) | 3 березня 2017  |          |       |
| Перемога                                | «Caciques de Venezuela» | Йоельвіс Ернандес | WP (3:0) | 3 лютого 2017   |          |       |
| Перемога                                | «British Lionhearts»    | Сін Макголдрік    | WP (3:0) | 16 квітня 2015  |          |       |
| Перемога                                | «China Dragons»         | Янхао Діао        | WP (3:0) | 27 березня 2015 |          |       |
| Перемога                                | «Algeria Desert Hawks»  | Фахем Хаммачі     | WP (3:0) | 13 березня 2015 |          |       |
| Перемога                                | «Ukraine Otamans»       | Омурбек Малабеков | WP (3:0) | 27 лютого 2015  |          |       |
| Перемога                                | «Mexico Guerreros»      | Бріан Гонзалес    | WP (3:0) | 14 лютого 2015  |          |       |

## Професійна кар'єра
Енді Круз Гомес провів свій перший поєдинок у професійному боксі 15 липня 2023 року проти Хуана Карлоса Бургоса в андеркарді бою Алісія Баумгарднер — Крістіна Лінардату II.